# Arquidiocese da Cidade do México
A Arquidiocese da Cidade do México (Archidiœcesis Mexicana) é uma circunscrição eclesiástica da Igreja Católica situada na Cidade do México. É fruto da elevação da diocese de México, criada em 2 de setembro de 1530,  sobre a área da antiga diocese de Tlaxcala, como sufragânea da Arquidiocese de Sevilha. Acompanha seu título o de Primaz do México. Seu atual arcebispo é Carlos Aguiar Retes. Sua sé é a Catedral Metropolitana da Cidade do México.
Possui 307 paróquias servidas por 900 padres, contando com 5.265.309 habitantes, com 80% da população jurisdicionada batizada (4 212 247 batizados).

## História
Depois da chegada dos conquistadores espanhóis ao México, a Igreja Católica enviou missionários aos territórios recém conquistados que, com o passar do tempo, formariam parte da Nova Espanha. Pouco depois do avistamento das costas yucatecas por Francisco Hernández de Córdoba (1517), o Papa Leão X erigiu pela Bula Sacri apostolatus ministerio de 24 de janeiro de 1519, a diocese de Santa Maria dos Remédios, com sé na ilha de Cozumel, mas com o avançar o conhecimento das terras conquistadas pelos espanhóis, o Papa Clemente VII, mediante a Bula Devotionis tuae provate sinceritas de 13 de outubro de 1525, autorizou ao Imperador Carlos I de Espanha para que determinasse o melhor assento das circunscrições religiosas e fixara seus limites. Essa primeira diocese do México incluia todo o território desde Tlaxcala até a Península de Yucatán, da que se desprenderam sucessivamente os territórios das dioceses de Yucatán e Tlaxcala. Dessa última se desmembraria o território da original diocese de México.
Ao concluir o sítio de México-Tenochtitlan em 1521, os espanhóis desejavam fazer de Puebla a capital do novo território, embora o peso político, demográfico e militar da antiga Tenochtitlán os obrigou a abandonar esses planos e a estabelecer a capital no que é agora a Cidade do México. O Rei Carlos I de Espanha dotou a nova diocese de terrenos e meios, com o que a nova diocese cresceu em importância com a nova capital dos territórios espanhóis na América. Dessa disposição, nasceu a Diocese de Tlaxcala, cuja catedral se trasladou depois para Puebla. Nessa época, o imperador resolveu fundar outra diocese na Cidade do México, cidade que ao término da conquista passou a ser a mais importante das possessões recém adquiridas. Assim, em 12 de dezembro de 1527, apresentou como bispo dessa segunda circunscrição o frei Juan de Zumárraga, que viajou à Nova Espanha em 1528 sem ter sido consagrado, pois nessa época estavam suspensas as relações entre o Monarca e o Pontífice. Zumárraga governou, em caráter de bispo eleito, até meados de 1532, no que voltou à Espanha. Nesses quatro anos se distinguiu como ativo e intransigente protetor dos direitos dos índios, então escravizados, o qual acarretou graves dificuldades com a Primera Audiencia na Junta de Governo do que seria mais adiante conhecido como Nueva España.
Restabelecidas as relações entre o Papa e o Imperador pelo Tratado de Barcelona (julho de 1529), Clemente VII expediu em 2 de setembro de 1530 três bulas principais: a de ereção canônica da diocese pela bula Sacri Apostolatus, apenas nove anos depois da queda de México-Tenochtitlán, na segunda nomeou primeiro bispo a Zumárraga e na terceira participou a eleição ao arcebispo de Sevilha, de quem a nova diocese seria sufragânea. Nessas circunstâncias no domingo 27 de abril de 1533, Zumárraga recebeu a plenitude sacerdotal das mãos do bispo de Segovia na Capela Maior do Convento de San Francisco em Valladolid. Em 2 de agosto despachou o Imperador à Audiencia de Nueva España as intruções para executar as bulas. O provisor Alonso López e um dos mais distintos vizinhos, Bernardino de Santa Clara, apresentaram aquela ordem em 27 de dezembro, com poder do bispo, e tomaram posse da diocese em seu nome no dia seguinte. Zumárraga continuou na Espanha recrutando missionários e no fim chegou ao México em outubro de 1534.
Em 11 de agosto de 1536 a diocese cedeu uma parte do seu território para a ereção da Diocese de Michoacán (atual Arquidiocese de Morelia). 
Foi elevada a arquidiocese em 12 de fevereiro de 1546, junto com as dioceses de Santo Domingo e Lima.
Ao longo do tempo, tem cedido partes do seu território para a ereção de novas circunscrições eclesiásticas:
- a Diocese de Linares (ou Nuevo León), atual Arquidiocese de Monterrey, em 15 de dezembro de 1777;
- a Diocese de Querétaro e a diocese de Tulancingo (hoje arquidiocese) em 26 de janeiro de 1863;
- a Diocese de Chilapa (atual Diocese de Chilpancingo-Chilapa) em 16 de março de 1863;
- a Diocese de Ciudad Victoria ou Tamaulipas (atual Diocese de Tampico) em 12 de março de 1870;
- o Vicariato Apostólico da Califórnia Inferior (atual Arquidiocese de Tijuana) em 20 de janeiro de 1874;
- a Diocese de Cuernavaca em 23 de junho de 1891;
- a Diocese de Toluca (hoje arquidiocese) em 4 de junho de 1950;
- a Diocese de Tlaxcala em 23 de maio de 1959;
- a Diocese de Texcoco em 30 de abril de 1960;
- a Diocese de Tula em 27 de fevereiro de 1961;
- a Diocese de Tlalnepantla (atualmente arquidiocese) em 13 de janeiro de 1964;
- e as dioceses de Azcapotzalco, Iztapalapa e Xochimilco em 28 de setembro de 2019

## Prelados
| #                   | Nome                                                 | Período     | Notas                                      |
| Arcebispos          | Arcebispos                                           | Arcebispos  | Arcebispos                                 |
| ------------------- | ---------------------------------------------------- | ----------- | ------------------------------------------ |
| 37º                 | Carlos Cardeal Aguiar Retes                          | 2017 -      | Atual                                      |
| 36º                 | Norberto Cardeal Rivera Carrera                      | 1995 - 2017 | Arcebispo emérito                          |
| 35º                 | Ernesto Cardeal Corripio y Ahumada                   | 1977 - 1994 |                                            |
| 34º                 | Miguel Darío Cardeal Miranda y Gómez                 | 1956 - 1977 |                                            |
| 33º                 | Luis María Martínez y Rodríguez                      | 1937 - 1956 |                                            |
| 32º                 | Pascual Díaz Barreto, S.J.                           | 1929 - 1936 |                                            |
| 31º                 | José Mora y del Río                                  | 1908 - 1928 |                                            |
| 30º                 | Próspero María Alarcón y Sánchez de la Barquera      | 1891 - 1908 |                                            |
| 29º                 | Pelagio Antonio de Labastida y Dávalos               | 1863 - 1891 |                                            |
| 28º                 | José Lázaro de la Garza y Ballesteros                | 1850 - 1862 |                                            |
| 27º                 | Manuel Posada y Garduño                              | 1839 - 1846 |                                            |
| 26º                 | Pedro José de Fonte y Hernández Miravete             | 1815 - 1837 |                                            |
| 25º                 | Francisco Javier de Lizana y Beaumont                | 1802 - 1815 |                                            |
| 24º                 | Ildefonso Núñez de Haro y Peralta                    | 1772 - 1800 |                                            |
| 23º                 | Francisco Antonio de Lorenzana y Butrón              | 1766 - 1771 |                                            |
| 22º                 | Manuel José Rubio y Salinas                          | 1748 - 1765 |                                            |
| 21º                 | Juan Antonio de Vizarrón y Eguiarreta                | 1730 - 1747 |                                            |
| 20º                 | Manuel José de Hendaya y Haro                        | 1728 - 1729 |                                            |
| 19º                 | José Pérez de Lanciego Eguiluz y Mirafuentes, O.S.B. | 1714 - 1728 |                                            |
| 18º                 | Juan de Ortega Cano Montáñez y Patiño                | 1699 - 1708 |                                            |
| 17º                 | Francisco de Aguiar y Seijas y Ulloa                 | 1680 - 1698 |                                            |
| 16º                 | Payo Enríquez de Rivera Manrique, O.S.A.             | 1668 - 1681 |                                            |
| 15º                 | Marcos Ramírez de Prado y Ovando, O.F.M.             | 1666 - 1667 |                                            |
| 14º                 | Juan Alonso de Cuevas y Dávalos                      | 1664 - 1665 |                                            |
| 13º                 | Mateo Segade Bugueiro (de Sagade Lazo de Bugueiro)   | 1655 - 1664 |                                            |
| 12º                 | Marcelo Lopez de Azcona                              | 1652 - 1654 |                                            |
| 11º                 | Juan de Mañozca y Zamora                             | 1643 - 1650 |                                            |
| 10º                 | Feliciano de Vega y Padilla                          | 1639 - 1640 |                                            |
| 9º                  | Francisco Verdugo Cabrera                            | 1636        | Nomeado postumamente                       |
| 8º                  | Francisco de Manso Zúñiga y Sola                     | 1627 - 1634 |                                            |
| 7º                  | Juan Pérez de la Serna                               | 1613 - 1627 |                                            |
| 6º                  | García Guerra, O.P.                                  | 1607 - 1612 |                                            |
| 5º                  | García de Santa María Mendoza y Zúñiga, O.S.H.       | 1600 - 1606 |                                            |
| 4º                  | Alonso Fernández de Bonilla                          | 1592 - 1600 |                                            |
| 3º                  | Pedro Moya de Contreras                              | 1573 - 1591 |                                            |
| 2º                  | Alonso de Montúfar, O.P.                             | 1551 - 1572 |                                            |
| 1º                  | Juan de Zumárraga, O.F.M.                            | 1546 - 1548 |                                            |
| Arcebispo-coadjutor |                                                      |             |                                            |
|                     | Miguel Darío Miranda y Gómez                         | 1955 - 1956 |                                            |
| Bispo               |                                                      |             |                                            |
| 1º                  | Juan de Zumárraga, O.F.M.                            | 1530 - 1546 | Elevado à Arcebispo                        |
| Bispos-auxiliares   |                                                      |             |                                            |
|                     | Francisco Javier Acero Pérez, O.A.R.                 | 2022 -      | Atual                                      |
|                     | Andrés Luis García Jasso                             | 2021 -      | Atual                                      |
|                     | Francisco Daniel Rivera Sánchez, M.Sp.S.             | 2020 - 2021 | Faleceu                                    |
|                     | Héctor Mario Pérez Villarreal                        | 2020 -      | Atual                                      |
|                     | Luis Manuel Pérez Raygoza                            | 2020 -      | Atual                                      |
|                     | Carlos Enrique Samaniego López                       | 2019 -      | Atual                                      |
|                     | Salvador González Morales                            | 2019 -      | Atual                                      |
|                     | Jorge Estrada Solórzano                              | 2013 - 2019 | nomeado Bispo de Gómez Palacio             |
|                     | Crispin Ojeda Márquez                                | 2011 - 2018 | Nomeado Bispo de Tehuantepec               |
|                     | Florencio Armando Colín Cruz                         | 2008 - 2019 | Nomeado Bispo de Puerto Escondido          |
|                     | Arco de Carlos Briseño , O.A.R.                      | 2006 - 2018 | Nomeado Bispo de Veracruz                  |
|                     | José Víctor Manuel Valentín Sánchez Espinosa         | 2004 - 2009 | Nomeado Arcebispo de Puebla de los Ángeles |
|                     | Antonio Ortega Franco , C.O.                         | 2004 - 2019 |                                            |
|                     | Francisco Clavel Gil                                 | 2001 - 2013 | Bispo auxiliar emérito                     |
|                     | Rogelio Esquivel Medina                              | 2001 - 2008 | Bispo auxiliar emérito                     |
|                     | Jonás Guerrero Corona                                | 2001 - 2011 | Nomeado Bispo de Culiacán                  |
|                     | Felipe Tejeda García , M.Sp.S.                       | 2000 - 2010 |                                            |
|                     | Guillermo Rodrigo Teodoro Ortiz Mondragón            | 2000 - 2005 | Nomeado Bispo de Cuautitlán                |
|                     | José Luis Fletes Santana                             | 2000 - 2003 | Bispo auxiliar emérito                     |
|                     | Marcelino Hernández Rodríguez                        | 1998 - 2008 | Nomeado Bispo de Orizaba                   |
|                     | José de Jesús Martínez Zepeda                        | 1997 - 2004 | Nomeado Bispo de Irapuato                  |
|                     | Abelardo Alvarado Alcántara                          | 1985 - 2008 |                                            |
|                     | Ricardo Watty Urquidi , M.Sp.S.                      | 1980 - 1989 | Nomeado Bispo de Nuevo Laredo              |
|                     | Genaro Alamilla Arteaga                              | 1980 - 1989 |                                            |
|                     | Carlos Talavera Ramírez                              | 1980 - 1984 | Nomeado Bispo de Coatzacoalcos             |
|                     | Francisco María Aguilera González                    | 1979 - 1996 |                                            |
|                     | Javier Lozano Barragán                               | 1979 - 1984 | Nomeado Bispo de Zacatecas                 |
|                     | Jorge Martínez Martínez                              | 1971 - 1994 | Faleceu                                    |
|                     | Luis Mena Arroyo                                     | 1961 - 1964 |                                            |
|                     | Alfredo Torres Romero                                | 1967 – 1975 | Nomeado Bispo coadjutor de Aguascalientes  |
|                     | José Villalón Mercado                                | 1952 – 1977 |                                            |
|                     | Francisco Orozco Lomelín                             | 1952 – 1990 | Faleceu                                    |
|                     | Maximino Ruiz y Flores                               | 1920 – 1949 |                                            |
|                     | Juan Manuel de Irrizarri y Peralta                   | 1840 – 1849 | Faleceu                                    |